# Baby soldato
Baby soldato è un singolo del gruppo musicale italiano I Cani, pubblicato il 9 ottobre 2015, come primo estratto dall'album Aurora.